# Pilea andringitrensis
Pilea andringitrensis är en nässelväxtart som beskrevs av Jacques Désiré Leandri. Pilea andringitrensis ingår i släktet pileor, och familjen nässelväxter. Inga underarter finns listade i Catalogue of Life.